# Rówień

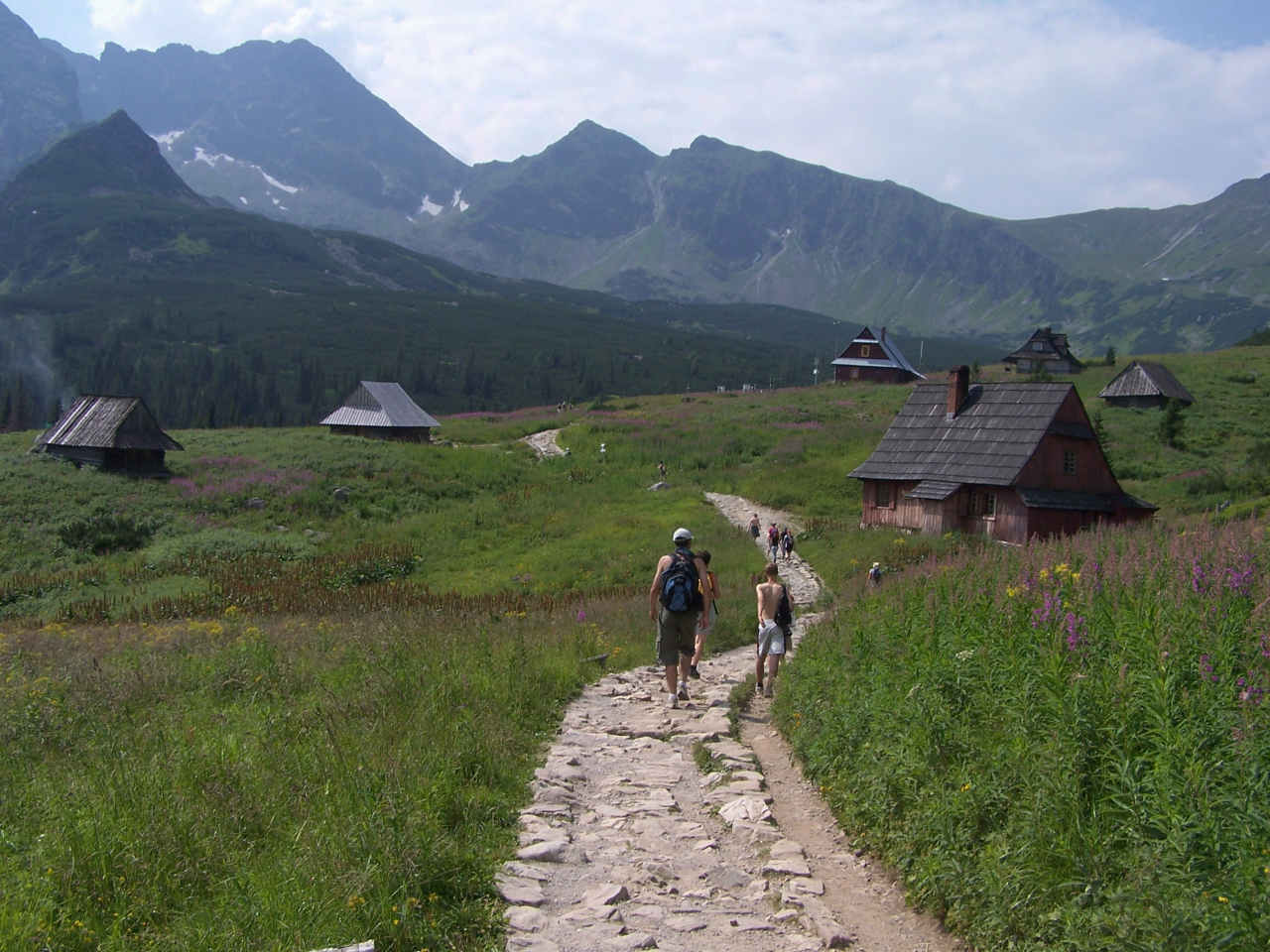
Rówienki w Tatrach

Rówień – obszar równinny o niewielkiej powierzchni w górach. Znajduje się w dolinie rzecznej, na wierzchowinie lub stoku o niewielkim nachyleniu (jeżeli znajduje się na silnie nachylonym stoku nosi nazwę tarasu). Rówień powstaje w wyniku:
1. procesów akumulacji rzecznej (terasy)
2. złożonej historii rozwoju rzeźby obszaru lub zróżnicowanej odporności skał.

W podhalańskiej gwarze używa się także określeń: równia, rówienki lub równica. Rówień jest przeważnie bezleśna; niektóre polany mogą być nazywane równią, nie każda jednak rówień jest polaną.